# Alexander Fischer (Jazzmusiker)

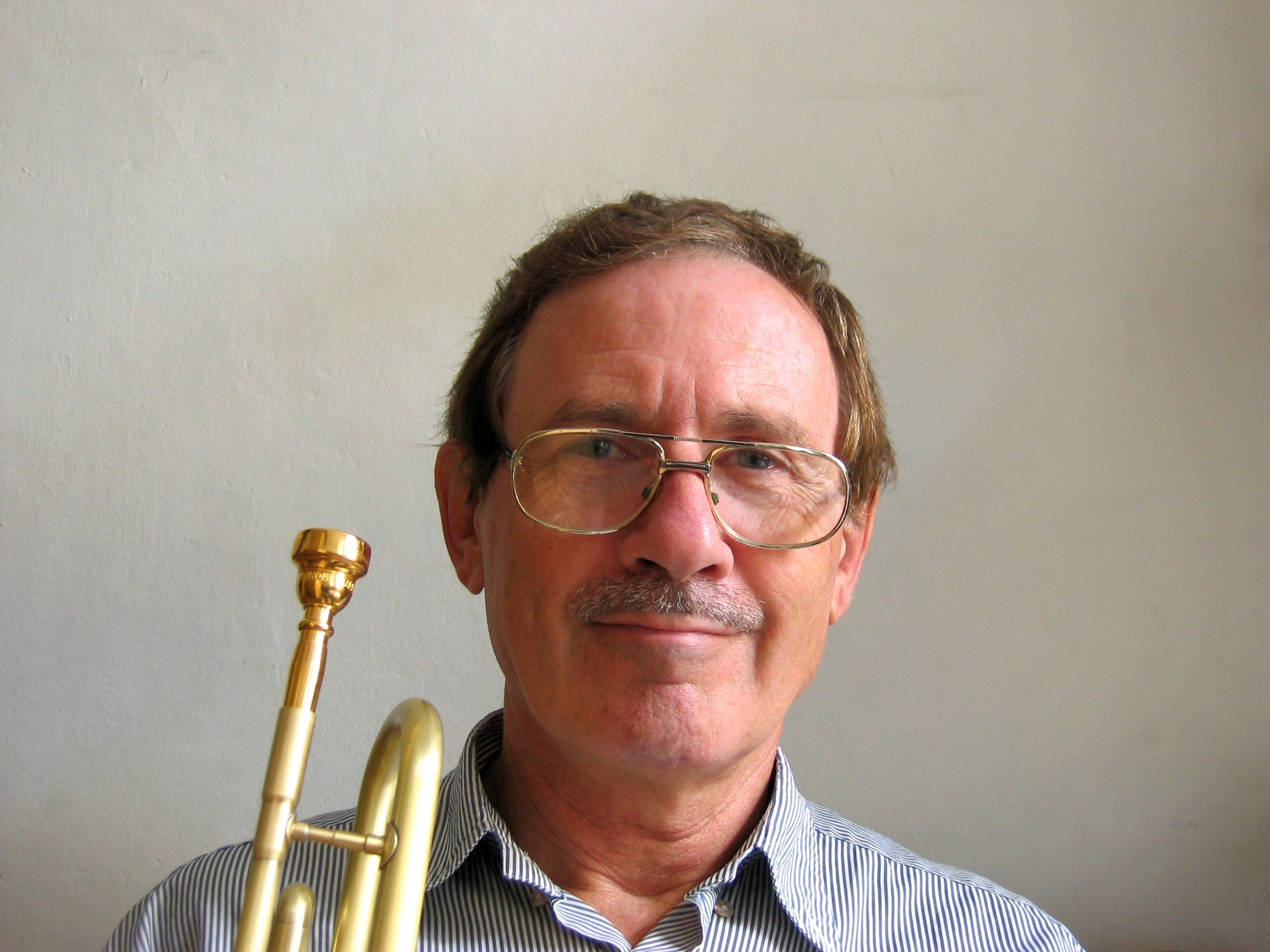
Alexander Fischer

Alexander Fischer (russisch Александр Эммануилович Фишер, * 7. Dezember 1944 in Chabarowsk) ist ein aus Russland stammender, in Österreich lebender Jazz-Trompeter und Musikpädagoge, der auch als Alexander Fisher auftritt.

## Leben und Wirken
Alexander Fischer erhielt zunächst Klavierunterricht und spielte später als Trompeter im Blasorchestern, Orchestern für Unterhaltungsmusik, und Dixieland Jazzensembles. Noch in Chabarowsk spielte er dann im Wadim Gorowiz-Ensemble, das auf dem Moskauer Jazz-Festival 1968 den ersten Platz erzielte.
Fischer absolvierte dann eine klassische musikalische Ausbildung am Moskauer Gnessin-Institut in der Trompetenklasse von Timofej Dokschitzer (Abschluss mit Auszeichnung). Im Laufe der nächsten sechs Jahre spielte Fischer im Oleg Lundstrem–Orchester, mit dem er in fast allen Republiken der ehemaligen Sowjetunion und auf dem Prager Jazzfestival auftrat. Danach lud ihn Nikolai Lewinowski ein, in dessen Allegro-Ensemble zu spielen.
In den Jahren 1988 bis 1991 trat Alexander Fischer häufig mit dem Pianisten Daniel Kramer im Duett auf, das in Russland schon bald sehr populär wurde. Das Duett spielte im ganzen Land, unternahm eine einmonatige Tournee durch Australien, eine zweiwöchige durch Spanien und trat bei Jazz-Festivals und Konzerten in Frankreich, der Tschechoslowakei, Lateinamerika und Afrika auf.
Zu dieser Zeit leitete Fischer die Trompeten-Klasse in der (neu eröffneten) Abteilung für Unterhaltungsmusik und Jazz am Gnessin-Institut. In diesen Jahren ernannte die Gemeinschaft der Jazzbeobachter, Musikwissenschaftler und Kritiker der UdSSR Alexander Fisher zum ersten unter den Jazztrompeten-Solisten des Landes. Immer wieder spielte Alexander zusammen mit Sängern und Musikern der russischen Unterhaltungsmusikbranche (Muslim Magomajew, Polad Bjul-Bjul Ogli, Walentina Tolkunowa, Stass Namin und anderen).
Ab 1991 unterrichtete Alexander Fischer die Meisterklasse bei internationalen Sommerkursen in Viktring (Kärnten). Seit 1993 lebt er in Wien, tritt in Österreich und anderen europäischen Ländern auf und unterrichtet am Konservatorium Wien. Bei seinen Konzertreisen nach Russland spielt er oft mit seinem langjährigen Partner Gregory Fine zusammen.
Fischer wirkte außerdem bei mehreren CD-Produktionen verschiedener Ensembles mit und nahm unter eigenem Namen drei Alben auf, 1999 Sentimental Story auf Extraplatte; 2005 folgte Three Question Marks (Extraplatte) mit Thomas Kugl und Martin Reiter. 2008 entstand Childhood Samba And Other Dances Of Life und im Jahr 2009 Half the Girls in France auf.
Daneben arbeitete er als Musiker mit den Ensembles Together, Joe&Co u. a. sowie für die Wiener Kammerspiele.